# Llista d'ocells de la Xina
Aquesta llista d'ocells de la Xina inclou totes les espècies d'ocells trobats a la Xina: 1318, de les quals 53 en són endemismes, 18 en són endemismes reproductors, 88 es troben globalment amenaçades d'extinció i dues hi foren introduïdes.
Els ocells s'ordenen per famílies i espècies:

## Gaviidae
- Gavia stellata
- Gavia arctica
- Gavia pacifica
- Gavia immer
- Gavia adamsii

## Podicipedidae
- Tachybaptus ruficollis
- Podiceps grisegena
- Podiceps cristatus
- Podiceps auritus
- Podiceps nigricollis

## Diomedeidae
- Phoebastria albatrus
- Phoebastria nigripes

## Procellariidae
- Fulmarus glacialis
- Pterodroma rostrata
- Pterodroma hypoleuca
- Bulweria bulwerii
- Calonectris leucomelas
- Puffinus pacificus
- Puffinus griseus

## Hydrobatidae
- Oceanodroma leucorhoa
- Oceanodroma monorhis

## Phaethontidae
- Phaethon aethereus
- Phaethon rubricauda
- Phaethon lepturus

## Pelecanidae
- Pelecanus onocrotalus
- Pelecanus philippensis
- Pelecanus crispus

## Sulidae
- Sula dactylatra
- Sula sula
- Sula leucogaster

## Phalacrocoracidae
- Phalacrocorax carbo
- Phalacrocorax capillatus
- Phalacrocorax pelagicus
- Phalacrocorax urile
- Phalacrocorax niger

## Anhingidae
- Anhinga melanogaster

## Fregatidae
- Fregata andrewsi
- Fregata minor
- Fregata ariel

## Ardeidae
- Ardea cinerea
- Ardea insignis
- Ardea sumatrana
- Ardea purpurea
- Ardea alba
- Egretta intermedia
- Egretta garzetta
- Egretta eulophotes
- Egretta sacra
- Ardeola bacchus
- Bubulcus ibis
- Butorides striata
- Nycticorax nycticorax
- Gorsachius magnificus
- Gorsachius goisagi
- Gorsachius melanolophus
- Ixobrychus sinensis
- Ixobrychus eurhythmus
- Ixobrychus cinnamomeus
- Ixobrychus flavicollis
- Botaurus stellaris

## Ciconiidae
- Mycteria leucocephala
- Anastomus oscitans
- Ciconia nigra
- Ciconia ciconia
- Ciconia boyciana
- Leptoptilos javanicus

## Threskiornithidae
- Threskiornis melanocephalus
- Pseudibis davisoni
- Nipponia nippon
- Plegadis falcinellus
- Platalea leucorodia
- Platalea minor

## Phoenicopteridae
- Phoenicopterus roseus

## Anatidae
- Dendrocygna javanica
- Cygnus olor
- Cygnus cygnus
- Cygnus columbianus
- Anser cygnoides
- Anser fabalis
- Anser albifrons
- Anser erythropus
- Anser anser
- Anser indicus
- Chen caerulescens
- Branta bernicla
- Branta canadensis
- Branta ruficollis
- Tadorna ferruginea
- Tadorna tadorna
- Sarkidiornis melanotos
- Nettapus coromandelianus
- Aix galericulata
- Anas penelope
- Anas falcata
- Anas strepera
- Anas formosa
- Anas carolinensis
- Anas crecca
- Anas platyrhynchos
- Anas poecilorhyncha
- Anas acuta
- Anas querquedula
- Anas clypeata
- Marmaronetta angustirostris
- Netta rufina
- Aythya ferina
- Aythya nyroca
- Aythya baeri
- Aythya fuligula
- Aythya marila
- Polysticta stelleri
- Histrionicus histrionicus
- Clangula hyemalis
- Melanitta nigra
- Melanitta fusca
- Bucephala clangula
- Mergellus albellus
- Mergus serrator
- Mergus merganser
- Mergus squamatus
- Oxyura leucocephala

## Pandionidae
- Pandion haliaetus

## Accipitridae
- Aviceda jerdoni
- Aviceda leuphotes
- Pernis ptilorhynchus
- Elanus caeruleus
- Milvus migrans
- Haliastur indus
- Haliaeetus leucogaster
- Haliaeetus leucoryphus
- Haliaeetus albicilla
- Haliaeetus pelagicus
- Ichthyophaga humilis
- Gypaetus barbatus
- Gyps bengalensis
- Gyps himalayensis
- Aegypius monachus
- Sarcogyps calvus
- Circaetus gallicus
- Spilornis cheela
- Circus aeruginosus
- Circus spilonotus
- Circus cyaneus
- Circus macrourus
- Circus melanoleucos
- Circus pygargus
- Accipiter trivirgatus
- Accipiter badius
- Accipiter soloensis
- Accipiter gularis
- Accipiter virgatus
- Accipiter nisus
- Accipiter gentilis
- Butastur teesa
- Butastur liventer
- Butastur indicus
- Buteo buteo
- Buteo rufinus
- Buteo hemilasius
- Buteo lagopus
- Ictinaetus malayensis
- Aquila clanga
- Aquila nipalensis
- Aquila heliaca
- Aquila chrysaetos
- Aquila fasciatus
- Aquila pennatus
- Aquila kienerii
- Spizaetus nipalensis

## Falconidae
- Microhierax caerulescens
- Microhierax melanoleucus
- Falco naumanni
- Falco tinnunculus
- Falco vespertinus
- Falco amurensis
- Falco columbarius
- Falco subbuteo
- Falco severus
- Falco cherrug
- Falco rusticolus
- Falco pelegrinoides
- Falco peregrinus

## Tetraonidae
- Dendragapus falcipennis
- Lagopus lagopus
- Lagopus muta
- Tetrao parvirostris
- Tetrao urogallus
- Tetrao tetrix
- Bonasa bonasia
- Bonasa sewerzowi

## Phasianidae
- Lerwa lerwa
- Tetraophasis obscurus
- Tetraophasis szechenyii
- Tetraogallus altaicus
- Tetraogallus tibetanus
- Tetraogallus himalayensis
- Alectoris chukar
- Alectoris magna
- Francolinus pintadeanus
- Perdix perdix
- Perdix dauurica
- Perdix hodgsoniae
- Coturnix japonica
- Coturnix coturnix
- Coturnix chinensis
- Arborophila torqueola
- Arborophila rufipectus
- Arborophila mandellii
- Arborophila gingica
- Arborophila rufogularis
- Arborophila atrogularis
- Arborophila ardens
- Arborophila brunneopectus
- Arborophila chloropus
- Arborophila charltonii
- Bambusicola fytchii
- Bambusicola thoracica
- Ithaginis cruentus
- Tragopan melanocephalus
- Tragopan satyra
- Tragopan blythii
- Tragopan temminckii
- Tragopan caboti
- Pucrasia macrolopha
- Lophophorus impejanus
- Lophophorus sclateri
- Lophophorus lhuysii
- Gallus gallus
- Lophura leucomelanos
- Lophura nycthemera
- Crossoptilon crossoptilon
- Crossoptilon mantchuricum
- Crossoptilon auritum
- Syrmaticus ellioti
- Syrmaticus humiae
- Syrmaticus reevesii
- Phasianus colchicus
- Chrysolophus pictus
- Chrysolophus amherstiae
- Polyplectron bicalcaratum
- Pavo muticus

## Turnicidae
- Turnix sylvatica
- Turnix tanki
- Turnix suscitator

## Gruidae
- Anthropoides virgo
- Grus leucogeranus
- Grus canadensis
- Grus antigone
- Grus vipio
- Grus grus
- Grus monacha
- Grus nigricollis
- Grus japonensis

## Rallidae
- Coturnicops exquisitus
- Rallina fasciata
- Rallina eurizonoides
- Gallirallus striatus
- Rallus aquaticus
- Crex crex
- Amaurornis akool
- Amaurornis phoenicurus
- Amaurornis bicolor
- Porzana parva
- Porzana pusilla
- Porzana porzana
- Porzana fusca
- Porzana paykullii
- Gallicrex cinerea
- Porphyrio porphyrio
- Gallinula chloropus
- Fulica atra

## Otididae
- Otis tarda
- Chlamydotis macqueenii
- Tetrax tetrax

## Jacanidae
- Hydrophasianus chirurgus
- Metopidius indicus

## Rostratulidae
- Rostratula benghalensis

## Haematopodidae
- Haematopus ostralegus

## Ibidorhynchidae
- Ibidorhyncha struthersii

## Recurvirostridae
- Himantopus himantopus
- Recurvirostra avosetta

## Burhinidae
- Burhinus oedicnemus
- Burhinus recurvirostris

## Glareolidae
- Glareola pratincola
- Glareola maldivarum
- Glareola lactea

## Charadriidae
- Vanellus vanellus
- Vanellus duvaucelii
- Vanellus cinereus
- Vanellus indicus
- Vanellus gregarius
- Pluvialis fulva
- Pluvialis dominica
- Pluvialis squatarola
- Charadrius hiaticula
- Charadrius placidus
- Charadrius dubius
- Charadrius alexandrinus
- Charadrius peronii
- Charadrius mongolus
- Charadrius leschenaultii
- Charadrius asiaticus
- Charadrius veredus
- Charadrius morinellus

## Scolopacidae
- Scolopax rusticola
- Lymnocryptes minimus
- Gallinago solitaria
- Gallinago hardwickii
- Gallinago nemoricola
- Gallinago stenura
- Gallinago megala
- Gallinago gallinago
- Limnodromus scolopaceus
- Limnodromus semipalmatus
- Limosa limosa
- Limosa lapponica
- Numenius minutus
- Numenius phaeopus
- Numenius arquata
- Numenius madagascariensis
- Tringa erythropus
- Tringa totanus
- Tringa stagnatilis
- Tringa nebularia
- Tringa guttifer
- Tringa ochropus
- Tringa glareola
- Xenus cinereus
- Actitis hypoleucos
- Heterosceles brevipes
- Heterosceles incanus
- Arenaria interpres
- Calidris tenuirostris
- Calidris canutus
- Calidris alba
- Calidris mauri
- Calidris ruficollis
- Calidris minuta
- Calidris temminckii
- Calidris subminuta
- Calidris melanotos
- Calidris acuminata
- Calidris ferruginea
- Calidris alpina
- Calidris ptilocnemis
- Eurynorhynchus pygmeus
- Limicola falcinellus
- Philomachus pugnax
- Phalaropus lobatus
- Phalaropus fulicarius

## Stercorariidae
- Stercorarius pomarinus
- Stercorarius parasiticus
- Stercorarius longicaudus

## Laridae
- Larus crassirostris
- Larus canus
- Larus glaucescens
- Larus hyperboreus
- Larus argentatus
- Larus heuglini
- Larus vegae
- Larus cachinnans
- Larus ichthyaetus
- Larus schistisagus
- Larus brunnicephalus
- Larus ridibundus
- Larus genei
- Larus saundersi
- Larus relictus
- Larus pipixcan
- Larus minutus
- Rhodostethia rosea
- Rissa tridactyla

## Sternidae
- Sterna nilotica
- Sterna caspia
- Sterna bengalensis
- Sterna bernsteini
- Sterna bergii
- Sterna aurantia
- Sterna dougallii
- Sterna sumatrana
- Sterna hirundo
- Sterna albifrons
- Sterna acuticauda
- Sterna anaethetus
- Sterna fuscata
- Chlidonias hybridus
- Chlidonias leucopterus
- Chlidonias niger
- Anous stolidus
- Gygis alba

## Rynchopidae
- Rynchops albicollis

## Alcidae
- Brachyramphus marmoratus
- Brachyramphus perdix
- Synthliboramphus antiquus
- Synthliboramphus wumizusume
- Cerorhinca monocerata

## Pteroclidae
- Syrrhaptes tibetanus
- Syrrhaptes paradoxus
- Pterocles orientalis

## Columbidae
- Columba livia
- Columba rupestris
- Columba leuconota
- Columba oenas
- Columba eversmanni
- Columba palumbus
- Columba hodgsonii
- Columba pulchricollis
- Columba punicea
- Columba janthina
- Streptopelia turtur
- Streptopelia orientalis
- Streptopelia decaocto
- Streptopelia tranquebarica
- Streptopelia chinensis
- Streptopelia senegalensis
- Macropygia unchall
- Macropygia ruficeps
- Chalcophaps indica
- Treron bicincta
- Treron pompadora
- Treron curvirostra
- Treron phoenicoptera
- Treron apicauda
- Treron sphenura
- Treron sieboldii
- Treron formosae
- Ptilinopus leclancheri
- Ducula aenea
- Ducula badia

## Psittacidae
- Psittacula eupatria
- Psittacula krameri
- Psittacula himalayana
- Psittacula finschii
- Psittacula roseata
- Psittacula derbiana
- Psittacula alexandri
- Loriculus vernalis

## Cuculidae
- Clamator jacobinus
- Clamator coromandus
- Cuculus sparverioides
- Cuculus varius
- Cuculus fugax
- Cuculus nisicolor
- Cuculus hyperythrus
- Cuculus micropterus
- Cuculus canorus
- Cuculus saturatus
- Cuculus horsfieldi
- Cuculus poliocephalus
- Cacomantis sonneratii
- Cacomantis merulinus
- Chrysococcyx maculatus
- Chrysococcyx xanthorhynchus
- Surniculus lugubris
- Eudynamys scolopacea
- Phaenicophaeus tristis
- Centropus sinensis
- Centropus bengalensis

## Tytonidae
- Tyto longimembris
- Tyto alba
- Phodilus badius

## Strigidae
- Otus spilocephalus
- Otus lettia
- Otus lempiji
- Otus brucei
- Otus scops
- Otus sunia
- Bubo bubo
- Bubo nipalensis
- Bubo coromandus
- Bubo scandiacus
- Ketupa blakistoni
- Ketupa zeylonensis
- Ketupa flavipes
- Strix leptogrammica
- Strix aluco
- Strix uralensis
- Strix davidi
- Strix nebulosa
- Surnia ulula
- Glaucidium passerinum
- Glaucidium brodiei
- Glaucidium cuculoides
- Athene brama
- Athene noctua
- Aegolius funereus
- Ninox scutulata
- Asio otus
- Asio flammeus

## Podargidae
- Batrachostomus hodgsoni

## Caprimulgidae
- Eurostopodus macrotis
- Caprimulgus indicus
- Caprimulgus europaeus
- Caprimulgus aegyptius
- Caprimulgus centralasicus
- Caprimulgus macrurus
- Caprimulgus affinis

## Apodidae
- Aerodramus brevirostris
- Aerodramus rogersi
- Aerodramus maximus
- Hirundapus caudacutus
- Hirundapus cochinchinensis
- Cypsiurus balasiensis
- Apus apus
- Apus pacificus
- Apus affinis
- Apus nipalensis

## Hemiprocnidae
- Hemiprocne coronata

## Trogonidae
- Harpactes erythrocephalus
- Harpactes oreskios
- Harpactes wardi

## Alcedinidae
- Alcedo hercules
- Alcedo atthis
- Alcedo meninting
- Ceyx erithacus
- Pelargopsis capensis
- Halcyon coromanda
- Halcyon smyrnensis
- Halcyon pileata
- Todirhamphus chloris
- Megaceryle lugubris
- Ceryle rudis

## Meropidae
- Nyctyornis athertoni
- Merops orientalis
- Merops viridis
- Merops philippinus
- Merops apiaster
- Merops leschenaulti

## Coraciidae
- Coracias garrulus
- Coracias benghalensis
- Eurystomus orientalis

## Upupidae
- Upupa epops

## Bucerotidae
- Anthracoceros albirostris
- Buceros bicornis
- Anorrhinus austeni
- Aceros nipalensis
- Aceros undulatus

## Capitonidae
- Megalaima virens
- Megalaima lineata
- Megalaima faiostricta
- Megalaima franklinii
- Megalaima oorti
- Megalaima asiatica
- Megalaima australis
- Megalaima haemacephala

## Indicatoridae
- Indicator xanthonotus

## Picidae
- Jynx torquilla
- Picumnus innominatus
- Sasia ochracea
- Dendrocopos canicapillus
- Dendrocopos kizuki
- Dendrocopos minor
- Dendrocopos atratus
- Dendrocopos hyperythrus
- Dendrocopos darjellensis
- Dendrocopos cathpharius
- Dendrocopos leucotos
- Dendrocopos major
- Dendrocopos leucopterus
- Picoides tridactylus
- Celeus brachyurus
- Dryocopus javensis
- Dryocopus martius
- Picus chlorolophus
- Picus flavinucha
- Picus vittatus
- Picus xanthopygaeus
- Picus squamatus
- Picus rabieri
- Picus canus
- Dinopium shorii
- Dinopium javanense
- Chrysocolaptes lucidus
- Gecinulus grantia
- Blythipicus pyrrhotis
- Mulleripicus pulverulentus

## Eurylaimidae
- Psarisomus dalhousiae
- Serilophus lunatus

## Pittidae
- Pitta phayrei
- Pitta nipalensis
- Pitta soror
- Pitta oatesi
- Pitta cyanea
- Pitta sordida
- Pitta brachyura
- Pitta nympha
- Pitta moluccensis

## Alaudidae
- Mirafra javanica
- Melanocorypha bimaculata
- Melanocorypha maxima
- Melanocorypha mongolica
- Melanocorypha leucoptera
- Melanocorypha yeltoniensis
- Calandrella brachydactyla
- Calandrella acutirostris
- Calandrella rufescens
- Calandrella cinerea
- Calandrella raytal
- Galerida cristata
- Alauda arvensis
- Alauda gulgula
- Eremophila alpestris

## Hirundinidae
- Riparia riparia
- Riparia diluta
- Riparia paludicola
- Ptyonoprogne rupestris
- Ptyonoprogne concolor
- Hirundo rustica
- Hirundo tahitica
- Hirundo smithii
- Cecropis daurica
- Cecropis striolata
- Delichon urbica
- Delichon dasypus
- Delichon nipalensis

## Motacillidae
- Dendronanthus indicus
- Motacilla alba
- Motacilla lugens
- Motacilla grandis
- Motacilla citreola
- Motacilla flava
- Motacilla tschutschensis
- Motacilla cinerea
- Anthus rufulus
- Anthus richardi
- Anthus campestris
- Anthus godlewskii
- Anthus trivialis
- Anthus hodgsoni
- Anthus gustavi
- Anthus pratensis
- Anthus cervinus
- Anthus roseatus
- Anthus spinoletta
- Anthus sylvanus
- Anthus rubescens

## Campephagidae
- Coracina macei
- Coracina novaehollandiae
- Coracina melaschistos
- Pericrocotus roseus
- Pericrocotus cantonensis
- Pericrocotus divaricatus
- Pericrocotus ethologus
- Pericrocotus brevirostris
- Pericrocotus flammeus
- Pericrocotus solaris
- Hemipus picatus

## Pycnonotidae
- Spizixos canifrons
- Spizixos semitorques
- Pycnonotus striatus
- Pycnonotus atriceps
- Pycnonotus melanicterus
- Pycnonotus jocosus
- Pycnonotus xanthorrhous
- Pycnonotus sinensis
- Pycnonotus cafer
- Pycnonotus aurigaster
- Pycnonotus finlaysoni
- Pycnonotus flavescens
- Alophoixus flaveolus
- Alophoixus pallidus
- Iole propinqua
- Ixos amaurotis
- Hemixos flavala
- Hemixos castanonotus
- Ixos mcclellandii
- Hypsipetes leucocephalus

## Regulidae
- Regulus regulus

## Chloropseidae
- Chloropsis cochinchinensis
- Chloropsis aurifrons
- Chloropsis hardwickii

## Aegithinidae
- Aegithina tiphia
- Aegithina lafresnayei

## Bombycillidae
- Bombycilla garrulus
- Bombycilla japonica

## Cinclidae
- Cinclus cinclus
- Cinclus pallasii

## Troglodytidae
- Troglodytes troglodytes

## Prunellidae
- Prunella collaris
- Prunella himalayana
- Prunella rubeculoides
- Prunella strophiata
- Prunella montanella
- Prunella fulvescens
- Prunella atrogularis
- Prunella koslowi
- Prunella immaculata

## Turdidae
- Monticola saxatilis
- Monticola gularis
- Monticola rufiventris
- Monticola solitarius
- Myophonus caeruleus
- Zoothera citrina
- Zoothera sibirica
- Zoothera mollissima
- Zoothera dixoni
- Zoothera dauma
- Zoothera marginata
- Turdus hortulorum
- Turdus unicolor
- Turdus dissimilis
- Turdus cardis
- Turdus albocinctus
- Turdus boulboul
- Turdus merula
- Turdus poliocephalus
- Turdus rubrocanus
- Turdus kessleri
- Turdus feae
- Turdus obscurus
- Turdus pallidus
- Turdus chrysolaus
- Turdus ruficollis
- Turdus naumanni
- Turdus pilaris
- Turdus iliacus
- Turdus philomelos
- Turdus mupinensis
- Turdus viscivorus
- Brachypteryx hyperythra
- Brachypteryx stellata
- Brachypteryx leucophrys
- Brachypteryx montana

## Cisticolidae
- Cisticola juncidis
- Cisticola exilis
- Rhopophilus pekinensis
- Prinia criniger
- Prinia polychroa
- Prinia atrogularis
- Prinia rufescens
- Prinia hodgsonii
- Prinia flaviventris
- Prinia inornata

## Sylviidae
- Tesia castaneocoronata
- Tesia olivea
- Tesia cyaniventer
- Urosphena squameiceps
- Cettia canturians
- Cettia pallidipes
- Cettia diphone
- Cettia fortipes
- Cettia major
- Cettia flavolivacea
- Cettia acanthizoides
- Cettia brunnifrons
- Cettia cetti
- Bradypterus thoracicus
- Bradypterus major
- Bradypterus tacsanowskius
- Bradypterus seebohmi
- Bradypterus luteoventris
- Locustella lanceolata
- Locustella naevia
- Locustella certhiola
- Locustella ochotensis
- Locustella pleskei
- Locustella luscinioides
- Locustella fasciolata
- Acrocephalus schoenobaenus
- Acrocephalus sorghophilus
- Acrocephalus bistrigiceps
- Acrocephalus agricola
- Acrocephalus concinens
- Acrocephalus scirpaceus
- Acrocephalus dumetorum
- Acrocephalus arundinaceus
- Acrocephalus orientalis
- Acrocephalus stentoreus
- Acrocephalus aedon
- Hippolais caligata
- Hippolais rama
- Hippolais pallida
- Orthotomus cuculatus
- Orthotomus sutorius
- Orthotomus atrogularis
- Leptopoecile sophiae
- Leptopoecile elegans
- Phylloscopus collybita
- Phylloscopus sindianus
- Phylloscopus sibilatrix
- Phylloscopus fuscatus
- Phylloscopus fuligiventer
- Phylloscopus affinis
- Phylloscopus subaffinis
- Phylloscopus griseolus
- Phylloscopus armandii
- Phylloscopus schwarzi
- Phylloscopus pulcher
- Phylloscopus maculipennis
- Phylloscopus proregulus
- Phylloscopus kansuensis
- Phylloscopus chloronotus
- Phylloscopus forresti
- Phylloscopus yunnanensis
- Phylloscopus inornatus
- Phylloscopus humei
- Phylloscopus borealis
- Phylloscopus trochiloides
- Phylloscopus tenellipes
- Phylloscopus magnirostris
- Phylloscopus occipitalis
- Phylloscopus coronatus
- Phylloscopus reguloides
- Phylloscopus hainanus
- Phylloscopus emeiensis
- Phylloscopus davisoni
- Phylloscopus cantator
- Phylloscopus ricketti
- Seicercus burkii
- Seicercus xanthoschistos
- Seicercus affinis
- Seicercus poliogenys
- Seicercus castaniceps
- Abroscopus albogularis
- Abroscopus superciliaris
- Abroscopus schisticeps
- Tickellia hodgsoni
- Megalurus pryeri
- Megalurus palustris
- Graminicola bengalensis
- Sylvia communis
- Sylvia curruca
- Sylvia minula
- Sylvia margelanica
- Sylvia althaea
- Sylvia nana
- Sylvia nisoria
- Seicercus tephrocephalus
- Seicercus whistleri
- Seicercus valentini
- Seicercus soror

## Muscicapidae
- Rhinomyias brunneata
- Muscicapa striata
- Muscicapa griseisticta
- Muscicapa sibirica
- Muscicapa dauurica
- Muscicapa williamsoni
- Muscicapa muttui
- Muscicapa ferruginea
- Ficedula zanthopygia
- Ficedula narcissina
- Ficedula beijingnica
- Ficedula mugimaki
- Ficedula hodgsonii
- Ficedula strophiata
- Ficedula parva
- Ficedula albicilla
- Ficedula hyperythra
- Ficedula monileger
- Ficedula westermanni
- Ficedula superciliaris
- Ficedula tricolor
- Ficedula sapphira
- Cyanoptila cyanomelana
- Eumyias thalassina
- Niltava grandis
- Niltava macgrigoriae
- Niltava davidi
- Niltava sundara
- Niltava vivida
- Cyornis concretus
- Cyornis hainanus
- Cyornis poliogenys
- Cyornis unicolor
- Cyornis rubeculoides
- Cyornis banyumas
- Muscicapella hodgsoni
- Culicicapa ceylonensis
- Erithacus rubecula
- Erithacus akahige
- Erithacus komadori
- Luscinia sibilans
- Luscinia megarhynchos
- Luscinia calliope
- Luscinia pectoralis
- Luscinia svecica
- Luscinia ruficeps
- Luscinia obscura
- Luscinia pectardens
- Luscinia brunnea
- Luscinia cyane
- Tarsiger cyanurus
- Tarsiger chrysaeus
- Tarsiger indicus
- Tarsiger hyperythrus
- Cercotrichas galactotes
- Copsychus saularis
- Copsychus malabaricus
- Phoenicurus alaschanicus
- Phoenicurus erythronota
- Phoenicurus caeruleocephalus
- Phoenicurus ochruros
- Phoenicurus phoenicurus
- Phoenicurus hodgsoni
- Phoenicurus schisticeps
- Phoenicurus auroreus
- Phoenicurus erythrogaster
- Phoenicurus frontalis
- Chaimarrornis leucocephalus
- Rhyacornis fuliginosus
- Hodgsonius phaenicuroides
- Cinclidium leucurum
- Saxicola maura
- Cinclidium frontale
- Grandala coelicolor
- Enicurus scouleri
- Enicurus immaculatus
- Enicurus schistaceus
- Enicurus leschenaulti
- Enicurus maculatus
- Cochoa purpurea
- Cochoa viridis
- Saxicola insignis
- Saxicola caprata
- Saxicola jerdoni
- Saxicola ferrea
- Oenanthe oenanthe
- Oenanthe picata
- Oenanthe pleschanka
- Oenanthe deserti
- Oenanthe isabellina

## Rhipiduridae
- Rhipidura hypoxantha
- Rhipidura albicollis
- Rhipidura aureola

## Monarchidae
- Hypothymis azurea
- Terpsiphone atrocaudata
- Terpsiphone paradisi

## Timaliidae
- Garrulax perspicillatus
- Garrulax albogularis
- Garrulax leucolophus
- Garrulax monileger
- Garrulax pectoralis
- Garrulax striatus
- Garrulax strepitans
- Garrulax maesi
- Garrulax ruficollis
- Garrulax chinensis
- Garrulax galbanus
- Garrulax davidi
- Garrulax sukatschewi
- Garrulax cineraceus
- Garrulax rufogularis
- Garrulax ocellatus
- Garrulax lunulatus
- Garrulax bieti
- Garrulax maximus
- Garrulax caerulatus
- Garrulax poecilorhynchus
- Garrulax merulinus
- Garrulax canorus
- Garrulax sannio
- Garrulax lineatus
- Garrulax subunicolor
- Garrulax squamatus
- Garrulax elliotii
- Garrulax variegatus
- Garrulax henrici
- Garrulax affinis
- Garrulax erythrocephalus
- Garrulax formosus
- Garrulax milnei
- Liocichla omeiensis
- Liocichla phoenicea
- Pellorneum tickelli
- Pellorneum albiventre
- Pellorneum ruficeps
- Pomatorhinus hypoleucos
- Pomatorhinus erythrocnemis
- Pomatorhinus erythrogenys
- Pomatorhinus ruficollis
- Pomatorhinus ochraceiceps
- Pomatorhinus ferruginosus
- Xiphirhynchus superciliaris
- Rimator malacoptilus
- Napothera crispifrons
- Napothera brevicaudata
- Napothera epilepidota
- Pnoepyga albiventer
- Pnoepyga pusilla
- Spelaeornis troglodytoides
- Spelaeornis formosus
- Spelaeornis chocolatinus
- Sphenocichla humei
- Stachyris ambigua
- Stachyris ruficeps
- Stachyris chrysaea
- Stachyris nigriceps
- Stachyris striolata
- Macronous gularis
- Timalia pileata
- Chrysomma sinense
- Chrysomma poecilotis
- Babax lanceolatus
- Babax waddelli
- Babax koslowi
- Leiothrix argentauris
- Leiothrix lutea
- Cutia nipalensis
- Pteruthius rufiventer
- Pteruthius flaviscapis
- Pteruthius xanthochlorus
- Pteruthius melanotis
- Pteruthius aenobarbus
- Gampsorhynchus rufulus
- Actinodura egertoni
- Actinodura ramsayi
- Actinodura nipalensis
- Actinodura waldeni
- Actinodura souliei
- Minla cyanouroptera
- Minla strigula
- Minla ignotincta
- Alcippe chrysotis
- Alcippe variegaticeps
- Alcippe cinerea
- Alcippe castaneceps
- Alcippe vinipectus
- Alcippe striaticollis
- Alcippe ruficapilla
- Alcippe cinereiceps
- Alcippe ludlowi
- Alcippe rufogularis
- Alcippe brunnea
- Alcippe dubia
- Alcippe poioicephala
- Alcippe morrisonia
- Alcippe nipalensis
- Heterophasia annectens
- Heterophasia capistrata
- Heterophasia gracilis
- Heterophasia melanoleuca
- Heterophasia desgodinsi
- Heterophasia pulchella
- Heterophasia picaoides
- Yuhina castaniceps
- Yuhina bakeri
- Yuhina flavicollis
- Yuhina gularis
- Yuhina diademata
- Yuhina occipitalis
- Yuhina nigrimenta
- Yuhina zantholeuca
- Myzornis pyrrhoura

## Paradoxornithidae
- Panurus biarmicus
- Conostoma oemodium
- Paradoxornis unicolor
- Paradoxornis gularis
- Paradoxornis paradoxus
- Paradoxornis guttaticollis
- Paradoxornis conspicillatus
- Paradoxornis webbianus
- Paradoxornis brunneus
- Paradoxornis alphonsianus
- Paradoxornis zappeyi
- Paradoxornis przewalskii
- Paradoxornis fulvifrons
- Paradoxornis nipalensis
- Paradoxornis verreauxi
- Paradoxornis davidianus
- Paradoxornis atrosuperciliaris
- Paradoxornis ruficeps
- Paradoxornis heudei

## Aegithalidae
- Aegithalos caudatus
- Aegithalos leucogenys
- Aegithalos concinnus
- Aegithalos iouschistos
- Aegithalos fuliginosus

## Paridae
- Poecile palustris
- Poecile hypermelaena
- Poecile montana
- Poecile songara
- Poecile superciliosa
- Poecile davidi
- Periparus ater
- Periparus rufonuchalis
- Periparus rubidiventris
- Pardaliparus venustulus
- Lophophanes dichrous
- Parus major
- Parus bokharensis
- Parus monticolus
- Parus spilonotus
- Cyanistes cyanus
- Cyanistes flavipectus
- Sittiparus varius
- Sylviparus modestus
- Melanochlora sultanea
- Pseudopodoces humilis

## Sittidae
- Sitta castanea
- Sitta europaea
- Sitta nagaensis
- Sitta cashmirensis
- Sitta himalayensis
- Sitta villosa
- Sitta yunnanensis
- Sitta leucopsis
- Sitta frontalis
- Sitta solangiae
- Sitta magna
- Sitta formosa

## Tichodromidae
- Tichodroma muraria

## Certhiidae
- Certhia familiaris
- Certhia himalayana
- Certhia nipalensis
- Certhia discolor
- Certhia tianquanensis

## Remizidae
- Remiz pendulinus
- Remiz coronatus
- Remiz consobrinus
- Cephalopyrus flammiceps

## Nectariniidae
- Chalcoparia singalensis
- Hypogramma hypogrammicum
- Cinnyris asiaticus
- Cinnyris jugularis
- Aethopyga gouldiae
- Aethopyga nipalensis
- Aethopyga christinae
- Aethopyga saturata
- Aethopyga siparaja
- Aethopyga ignicauda
- Arachnothera longirostra
- Arachnothera magna

## Dicaeidae
- Dicaeum agile
- Dicaeum chrysorrheum
- Dicaeum melanoxanthum
- Dicaeum concolor
- Dicaeum ignipectus
- Dicaeum cruentatum

## Zosteropidae
- Zosterops erythropleurus
- Zosterops palpebrosus
- Zosterops japonicus

## Oriolidae
- Oriolus oriolus
- Oriolus chinensis
- Oriolus tenuirostris
- Oriolus xanthornus
- Oriolus traillii
- Oriolus mellianus

## Irenidae
- Irena puella

## Laniidae
- Lanius tigrinus
- Lanius bucephalus
- Lanius collurio
- Lanius isabellinus
- Lanius cristatus
- Lanius collurioides
- Lanius schach
- Lanius tephronotus
- Lanius excubitor
- Lanius meridionalis
- Lanius minor
- Lanius sphenocercus

## Prionopidae
- Tephrodornis gularis

## Dicruridae
- Dicrurus macrocercus
- Dicrurus leucophaeus
- Dicrurus annectans
- Dicrurus aeneus
- Dicrurus remifer
- Dicrurus hottentottus
- Dicrurus paradiseus

## Artamidae
- Artamus fuscus

## Corvidae
- Perisoreus infaustus
- Perisoreus internigrans
- Garrulus glandarius
- Cyanopica cyana
- Urocissa flavirostris
- Urocissa erythrorhyncha
- Urocissa whiteheadi
- Cissa chinensis
- Cissa hypoleuca
- Dendrocitta vagabunda
- Dendrocitta formosae
- Dendrocitta frontalis
- Crypsirina temia
- Temnurus temnurus
- Pica pica
- Podoces hendersoni
- Podoces biddulphi
- Nucifraga caryocatactes
- Pyrrhocorax pyrrhocorax
- Pyrrhocorax graculus
- Corvus monedula
- Corvus dauuricus
- Corvus splendens
- Corvus frugilegus
- Corvus corone
- Corvus macrorhynchos
- Corvus torquatus
- Corvus ruficollis
- Corvus corax
- Corvus cornix

## Sturnidae
- Ampeliceps coronatus
- Gracula religiosa
- Acridotheres grandis
- Acridotheres cristatellus
- Acridotheres albocinctus
- Acridotheres ginginianus
- Acridotheres tristis
- Acridotheres burmannicus
- Gracupica nigricollis
- Gracupica contra
- Sturnia sturnina
- Sturnia philippensis
- Sturnia sinensis
- Sturnia malabarica
- Temenuchus pagodarum
- Pastor roseus
- Sturnus sericeus
- Sturnus cineraceus
- Sturnus vulgaris

## Ploceidae
- Ploceus philippinus
- Ploceus benghalensis

## Estrildidae
- Amandava amandava
- Lonchura striata
- Lonchura punctulata
- Lonchura atricapilla
- Padda oryzivora

## Emberizidae
- Urocynchramus pylzowi
- Melophus lathami
- Latoucheornis siemsseni
- Emberiza citrinella
- Emberiza leucocephalos
- Emberiza koslowi
- Emberiza cia
- Emberiza godlewskii
- Emberiza cioides
- Emberiza jankowskii
- Emberiza buchanani
- Emberiza hortulana
- Emberiza stewarti
- Emberiza yessoensis
- Emberiza tristrami
- Emberiza fucata
- Emberiza pusilla
- Emberiza chrysophrys
- Emberiza rustica
- Emberiza elegans
- Emberiza aureola
- Emberiza rutila
- Emberiza melanocephala
- Emberiza bruniceps
- Emberiza sulphurata
- Emberiza spodocephala
- Emberiza variabilis
- Emberiza pallasi
- Emberiza schoeniclus
- Emberiza calandra
- Calcarius lapponicus
- Plectrophenax nivalis

## Fringillidae
- Fringilla coelebs
- Fringilla montifringilla
- Leucosticte nemoricola
- Leucosticte brandti
- Leucosticte sillemi
- Leucosticte arctoa
- Pinicola enucleator
- Pinicola subhimachalus
- Carpodacus rubescens
- Carpodacus nipalensis
- Carpodacus erythrinus
- Carpodacus pulcherrimus
- Carpodacus eos
- Carpodacus rhodochrous
- Carpodacus vinaceus
- Carpodacus edwardsii
- Carpodacus synoicus
- Carpodacus roseus
- Carpodacus trifasciatus
- Carpodacus rhodopeplus
- Carpodacus thura
- Carpodacus roborowskii
- Carpodacus rhodochlamys
- Carpodacus rubicilloides
- Carpodacus rubicilla
- Carpodacus puniceus
- Loxia curvirostra
- Loxia leucoptera
- Carduelis spinoides
- Carduelis ambigua
- Carduelis flammea
- Carduelis hornemanni
- Carduelis spinus
- Carduelis carduelis
- Carduelis sinica
- Carduelis flavirostris
- Carduelis cannabina
- Serinus pusillus
- Serinus thibetanus
- Pyrrhula nipalensis
- Pyrrhula erythrocephala
- Pyrrhula erythaca
- Pyrrhula pyrrhula
- Coccothraustes coccothraustes
- Eophona migratoria
- Eophona personata
- Mycerobas affinis
- Mycerobas melanozanthos
- Mycerobas carnipes
- Pyrrhoplectes epauletta
- Rhodopechys sanguinea
- Rhodopechys mongolica
- Rhodospiza obsoleta
- Uragus sibiricus
- Haematospiza sipahi

## Passeridae
- Passer ammodendri
- Passer domesticus
- Passer hispaniolensis
- Passer rutilans
- Passer montanus
- Petronia petronia
- Montifringilla nivalis
- Montifringilla adamsi
- Montifringilla taczanowskii
- Montifringilla davidiana
- Montifringilla ruficollis
- Montifringilla blanfordi[1]